# Kara-Tur
Creado por Gary Gygax, David Cook y François Marcela-Froideval en las Aventuras Orientales de la primera edición de Advanced Dungeons & Dragons de 1985. A grandes rasgos se corresponde con la antigua Asia oriental de nuestro mundo, y muchos países, lugares y poblaciones presentan paralelismos con ejemplos reales. Más adelante se situó a Kara-Tur en el planeta Abeir-Toril, al este de Faerûn. 
Se describen varios países pertenecientes a este sub-continente:
- Shou Lung (China): un imperio humano de grandes dimensiones, el más poderoso de Kara-Tur. El Gran Muro de piedra separa esta región de Faerûn. Practican dos religiones mayoritarias, El Camino hacia la Iluminación (análoga al Confucianismo) y La Vía (análoga al Daoismo)
- T'u Lung (China): Fue la parte más meridional del Imperio Shou Lung hasta su independencia, unos 300 años atrás desde el tiempo presente de la narración.
- Wa (Japón): Estas islas fueron el primer imperio de Kara-Tur en fundarse. Está habitada en su mayoría por los Hengeyokai, una raza humanoide con formas de distintos animales.
- Kozakura (Japón): La isla-reino de Kozakura es el rival habitual de Wa. Lleno de hermosas montañas, está habitado por humanos y por los Koropokkuru, la sub-raza oriental de los enanos.
- Tabot (Tíbet): La nación se formó durante el Año Nuevo, cuando se decretó que la religión oficial y única de Shou Lung sería  El Camino hacia la Iluminación. Muchos monjes y órdenes religiosas fueron perseguidos y huyeron a las montañas, formando milicias templarias que se aliaron contra el Imperio y fundaron Tabot.
- Koryo (Corea): El Reino de Koryo domina toda la península de Choson. Tiene sus orígenes en el Reino de Silla. Son enemigos de Kozakura.
- Ra-Khati (Nepal)
- Bawa (Taiwán)
- Horse-Plains -Las Llanuras de los Caballos (Mongolia): Los bárbaros de las llanuras han intentado en numerosas ocasiones invadir a sus vecinos, Shou Lung y T'u Lung, y han tenido éxito en unas pocas ocasiones, aunque su victoria tuvo poca duración. Sin embargo, recientemente tribus Tuigan han conseguido atravesar el Gran Muro de Piedra y han asolado algunas regiones del noroeste de Shou. Durante esta invasión muchos refugiados del Imperio huyeron a Faerûn y se establecieron en la región de Thesk en el Inalcanzable Este. La invasión fue finalmente rechazada, y los esfuerzos actuales del Imperio se concentran en evitar situaciones similares en el futuro.
- Malatra (Laos/Vietnam)